# Eccellenza Puglia 2023-2024
Il campionato italiano di calcio di Eccellenza regionale 2023-2024 è il trentatreesimo organizzato in Puglia. La LND, al fine di ripristinare la composizione dei campionati al format abituale pre-COVID, ha disposto per la stagione in corso due gironi da 14 squadre ciascuno, prevedendo ben 12 retrocessioni di cui 3 dirette e 3 tramite play-out per ciascun girone, per passare ad un girone unico a 20 squadre nella stagione 2024-2025, a 18 squadre nella stagione 2025-2026 e infine a 16 squadre nella stagione 2026-2027

## Aggiornamenti
- Foggia Incedit e Arboris Belli, retrocessi nella stagione precedente, vengono ripescati in Eccellenza.
- L'Avetrana rinuncia formalmente all'iscrizione in Eccellenza.
- Il Team Ortanova non formalizza l'iscrizione e viene escluso.
- Il titolo del Gallipoli Football passa al San Pietro Vernotico.
- La neopromossa Virtus Mola ingloba il già presente Città di Mola, col titolo sportivo di quest'ultimo che passa alla Molfetta Sportiva.

## Girone A

### Squadre partecipanti
| Club                          | Città                   | Stadio o Campo Sportivo                            | Stagione precedente                                           |
| ----------------------------- | ----------------------- | -------------------------------------------------- | ------------------------------------------------------------- |
| A.S.D. Molfetta Calcio        | Molfetta (BA)           | Stadio Paolo Poli (erba sintetica)                 | 15º in Serie D/H                                              |
| A.S. Bisceglie                | Bisceglie (BT)          | Stadio Gustavo Ventura                             | 2º in Eccellenza Puglia/A                                     |
| A.S.D Borgorosso Molfetta     | Molfetta (BA)           | Stadio Paolo Poli (erba sintetica)                 | 5º in Eccellenza Puglia/A                                     |
| A.S.D. Canosa                 | Canosa di Puglia (BT)   | Stadio San Sabino (erba sintetica)                 | 8º in Eccellenza Puglia/A                                     |
| U.S.D. Corato Calcio 1946     | Corato (BA)             | Stadio Fausto Coppi (erba sintetica)               | 4º in Eccellenza Puglia/A                                     |
| A.S.D. Foggia Incedit         | Foggia                  | Ex Campo Figc Foggia (erba sintetica)              | 13º in Eccellenza Puglia/A, retrocesso e in seguito ripescato |
| A.S.D. Molfetta Sportiva 1917 | Molfetta (BA)           | Stadio Paolo Poli (erba sintetica)                 | 4º in Eccellenza Puglia/A                                     |
| U.S.D. Nuova Spinazzola       | Spinazzola (BT)         | Stadio Alen Fasciano (erba sintetica)              | 2º in Promozione Puglia/A                                     |
| A.S.D. Polimnia               | Polignano a Mare (BA)   | Stadio Comunale (erba sintetica)                   | 6º in Eccellenza Puglia/A                                     |
| A.C. Real Siti                | Stornarella (FG)        | Stadio Comunale San Rocco (erba sintetica)         | 12º in Eccellenza Puglia/A                                    |
| A.S.D. San Marco              | San Marco in Lamis (FG) | Stadio Tonino Parisi (erba sintetica)              | 9º in Eccellenza Puglia/A                                     |
| A.S.D. San Severo Calcio 1922 | San Severo (FG)         | Stadio Comunale Ricciardelli (erba sintetica)      | 11º in Eccellenza Puglia/A                                    |
| A.S.D. U.C. Bisceglie         | Bisceglie (BT)          | Campo Comunale Francesco di Liddo (erba sintetica) | 7º in Eccellenza Puglia/A                                     |
| A.S.D. Virtus Mola            | Mola di Bari (BA)       | Comunale Caduti di Superga (erba sintetica)        | 1º in Promozione Puglia/A                                     |

### Classifica
|  | Pos. | Squadra             | Pt | G  | V  | N | P  | GF | GS  | DR   |
|  | ---- | ------------------- | -- | -- | -- | - | -- | -- | --- | ---- |
|  | 1.   | Bisceglie           | 64 | 26 | 21 | 1 | 4  | 73 | 16  | 57   |
|  | 2.   | Molfetta Calcio     | 57 | 26 | 18 | 3 | 5  | 68 | 16  | 50   |
|  | 3.   | UC Bisceglie        | 50 | 26 | 15 | 5 | 6  | 72 | 27  | 45   |
|  | 4.   | Polimnia            | 43 | 26 | 13 | 4 | 9  | 51 | 24  | 27   |
|  | 5.   | Canosa (-9)         | 40 | 26 | 14 | 7 | 5  | 59 | 25  | 34   |
|  | 6.   | Corato              | 39 | 26 | 12 | 3 | 11 | 57 | 37  | 20   |
|  | 7.   | Nuova Spinazzola    | 38 | 26 | 10 | 8 | 8  | 48 | 30  | 18   |
|  | 8.   | Foggia Incedit      | 37 | 26 | 10 | 7 | 9  | 41 | 37  | 4    |
|  | 9.   | San Marco           | 36 | 26 | 9  | 9 | 8  | 57 | 33  | 21   |
|  | 10.  | Real Siti           | 34 | 26 | 10 | 4 | 12 | 45 | 43  | 2    |
|  | 11.  | Virtus Mola         | 32 | 26 | 9  | 5 | 12 | 61 | 46  | 17   |
|  | 12.  | Borgorosso Molfetta | 28 | 26 | 7  | 7 | 12 | 33 | 38  | -5   |
|  | 13.  | Molfetta            | 7  | 26 | 2  | 1 | 23 | 18 | 144 | -126 |
|  | 14.  | San Severo          | 0  | 26 | 0  | 0 | 26 | 6  | 173 | -167 |

Legenda:
      Promosso in Serie D.
      Ammesso alla finale playoff intergirone.
      Retrocesse in Promozione Puglia.
 Partecipa ai play-off o ai play-out.
 Retrocessione diretta.
Regolamento:
Tre punti a vittoria, uno a pareggio, zero a sconfitta.
In caso di arrivo di due o più squadre a pari punti, la graduatoria verrà stilata secondo la classifica avulsa tra le squadre interessate che prevede, in ordine, i seguenti criteri:
- Punti negli scontri diretti
- Differenza reti negli scontri diretti
- Differenza reti generale
- Reti realizzate in generale
- Sorteggio

Note:
Il Canosa sconta 9 punti di penalizzazione

### Play-off
Ai playoff partecipano le squadre classificate nei primi 4 posti. Nel primo turno, la 1ª classificata sfida la 4ª classificata e la 2ª sfida la 3°, con le vincenti che si sfideranno nel secondo turno. Le partite si svolgeranno in gare di sola andata in casa della meglio piazzata in campionato; se al termine dei tempi regolamentari dovesse persistere la parità, verranno disputati due tempi supplementari di 15 minuti ciascuno e, persistendo ancora la parità, avanzerà al turno successivo la squadra meglio piazzata in campionato.
Se il distacco tra 1° e 4° classificate o tra 2° e 3° classificate dovesse essere pari o superiore a 7 punti, accederanno al turno successivo rispettivamente 1° e 2° classificate.
Se il distacco tra 1° e 2° classificate dovesse essere pari o superiore a 8 punti, i playoff non si disputeranno ed accederà allo spareggio intergirone direttamente la 1ª classificata.
| Bisceglie | 0-0 (dts) | Molfetta Calcio | Bisceglie, 28 aprile 2024 |  |  |  |  |

### Play-out
Nell’ipotesi in cui, dalla D, retrocedano nessuna-una-due-tre-quattro squadre pugliesi, retrocederanno in Promozione 12 squadre (tre dirette, per ogni girone, e le tre perdenti dei playout). Ai playout parteciperanno le squadre classificate dal sesto all’undicesimo posto in ogni girone, con questi accoppiamenti: sesta-undicesima, settima-decima, ottava-nona. I playout non si giocheranno se il distacco tra le squadre dei sopra indicati abbinamenti sia di almeno sette punti. Le partite si svolgeranno in gare di sola andata in casa della meglio piazzata in campionato; se al termine dei tempi regolamentari dovesse persistere la parità, verranno disputati due tempi supplementari di 15 minuti ciascuno e, persistendo ancora la parità, avanzerà al turno successivo la squadra meglio piazzata in campionato.
|                  | Risultati |           | Luogo e data               |
| ---------------- | --------- | --------- | -------------------------- |
| Nuova Spinazzola | 1-0       | Real Siti | Spinazzola, 21 aprile 2024 |
| Foggia Incedit   | 2-0       | San Marco | Foggia, 21 aprile 2024     |
|                  |           |           |                            |

## Girone B

### Squadre partecipanti
| Club                        | Città                     | Stadio o Campo Sportivo                           | Stagione precedente                             |
| --------------------------- | ------------------------- | ------------------------------------------------- | ----------------------------------------------- |
| A.S.D. Antonio Toma Maglie  | Maglie (LE)               | Stadio Antonio Tamborino Frisari (erba sintetica) | 11º in Eccellenza Puglia/B                      |
| A.S.D. Atletico Racale      | Racale (LE)               | Campo Comunale Generale Basurto (erba sintetica)  | 1º in Promozione Puglia/B                       |
| U.S.D. Brilla Campi         | Campi Salentina (LE)      | Stadio Carmelo Mazzotta (San Pancrazio Salentino) | 2º in Promozione Puglia/B, promosso ai play-off |
| A.S.D. Città Di Otranto     | Otranto (LE)              | Stadio Avvocato Pasquale Nachira (erba sintetica) | 4º in Eccellenza Puglia/B                       |
| A.S.D. Ginosa               | Ginosa (TA)               | Stadio Comunale Teresa Miani (erba sintetica)     | 13º in Eccellenza Puglia/B                      |
| U.G. Manduria Sport         | Manduria (TA)             | Stadio Comunale Nino Dimitri (erba sintetica)     | 3º in Eccellenza Puglia/B                       |
| A.S.D. Mesagne Calcio 2020  | Mesagne (BR)              | Stadio Guarini (erba sintetica)                   | 4º in Promozione Puglia/B                       |
| A.S.D. Novoli               | Novoli (LE)               | Campo Comunale Totò Cezzi                         | 8º in Eccellenza Puglia/B                       |
| A.S.D. Ostuni 1945          | Ostuni (BR)               | Stadio Nino Laveneziana (erba sintetica)          | 10º in Eccellenza Puglia/B                      |
| A.S.D. San Pietro Vernotico | San Pietro Vernotico (BR) | Stadio Comunale Kick-Off (Lecce)                  | 5º in Eccellenza Puglia/B                       |
| S.S.D. Soccer Massafra 1963 | Massafra (TA)             | Stadio Italia (erba sintetica)                    | 7º in Eccellenza Puglia/B                       |
| A.S.D. Ugento               | Ugento (LE)               | Campo Comunale (erba sintetica)                   | 2º in Eccellenza Puglia/B                       |
| A.S.D. Arboris Belli        | Alberobello (BA)          | Stadio Scianni-Ruggieri (erba sintetica)          | 12º in Eccellenza Puglia/B                      |
| A.S.D. Virtus Matino        | Matino (LE)               | Stadio Comunale Matino (erba sintetica)           | 9º in Eccellenza Puglia/B                       |

### Classifica
|  | Pos. | Squadra              | Pt   | G  | V  | N | P  | GF | GS | DR  |
|  | ---- | -------------------- | ---- | -- | -- | - | -- | -- | -- | --- |
|  | 1.   | Ugento               | 57   | 24 | 18 | 3 | 3  | 55 | 25 | 30  |
|  | 2.   | Manduria (-2)        | 48   | 24 | 15 | 5 | 4  | 48 | 23 | 25  |
|  | 3.   | Atletico Racale      | 45   | 24 | 13 | 6 | 5  | 55 | 20 | 35  |
|  | 4.   | Soccer Massafra      | 42   | 24 | 13 | 4 | 7  | 42 | 38 | 4   |
|  | 5.   | Arboris Belli        | 38   | 24 | 11 | 5 | 8  | 55 | 27 | 28  |
|  | 6.   | Ginosa               | 37   | 24 | 11 | 4 | 9  | 35 | 29 | 6   |
|  | 7.   | Brilla Campi         | 34   | 24 | 9  | 7 | 8  | 32 | 38 | -6  |
|  | 8.   | Virtus Matino        | 34   | 24 | 10 | 4 | 10 | 31 | 27 | 4   |
|  | 9.   | Novoli               | 31   | 24 | 9  | 4 | 11 | 36 | 35 | 1   |
|  | 10.  | Città di Otranto     | 21   | 24 | 5  | 6 | 13 | 27 | 38 | -11 |
|  | 11.  | Toma Maglie          | 21   | 24 | 4  | 9 | 11 | 36 | 48 | -11 |
|  | 12.  | Mesagne              | 17   | 24 | 5  | 2 | 17 | 21 | 60 | -39 |
|  | 13.  | San Pietro Vernotico | 9    | 24 | 2  | 3 | 19 | 14 | 79 | -65 |
|  | 14.  | Ostuni               | Rit. |    |    |   |    |    |    |     |

Legenda:
      Promosso in Serie D.
      Retrocesse in Promozione Puglia.
 Partecipa ai play-off o ai play-out.
 Retrocessione diretta.
Regolamento:
Tre punti a vittoria, uno a pareggio, zero a sconfitta.
In caso di arrivo di due o più squadre a pari punti, la graduatoria verrà stilata secondo la classifica avulsa tra le squadre interessate che prevede, in ordine, i seguenti criteri:
- Punti negli scontri diretti
- Differenza reti negli scontri diretti
- Differenza reti generale
- Reti realizzate in generale
- Sorteggio

Note:
Ugento promosso in Serie D dopo aver vinto lo spareggio intergirone con il Bisceglie.

### Play-off
Ai playoff partecipano le squadre classificate nei primi 4 posti. Nel primo turno, la 1ª classificata sfida la 4ª classificata e la 2ª sfida la 3°, con le vincenti che si sfideranno nel secondo turno. Le partite si svolgeranno in gare di sola andata in casa della meglio piazzata in campionato; se al termine dei tempi regolamentari dovesse persistere la parità, verranno disputati due tempi supplementari di 15 minuti ciascuno e, persistendo ancora la parità, avanzerà al turno successivo la squadra meglio piazzata in campionato.
Se il distacco tra 1° e 4° classificate o tra 2° e 3° classificate dovesse essere pari o superiore a 7 punti, accederanno al turno successivo rispettivamente 1° e 2° classificate.
Se il distacco tra 1° e 2° classificate dovesse essere pari o superiore a 8 punti, i playoff non si disputeranno ed accederà allo spareggio intergirone direttamente la 1ª classificata.
I playoff nel girone B non si sono disputati in quanto il distacco tra 1ª e 2ª classificata è stato pari a 9 punti. L'Ugento accede direttamente allo spareggio intergirone.

### Play-out
Nell’ipotesi in cui, dalla D, retrocedano nessuna-una-due-tre-quattro squadre pugliesi, retrocederanno in Promozione 12 squadre (tre dirette, per ogni girone, e le tre perdenti dei playout). Ai playout parteciperanno le squadre classificate dal sesto all’undicesimo posto in ogni girone, con questi accoppiamenti: sesta-undicesima, settima-decima, ottava-nona. I playout non si giocheranno se il distacco tra le squadre dei sopra indicati abbinamenti sia di almeno sette punti. Le partite si svolgeranno in gare di sola andata in casa della meglio piazzata in campionato; se al termine dei tempi regolamentari dovesse persistere la parità, verranno disputati due tempi supplementari di 15 minuti ciascuno e, persistendo ancora la parità, avanzerà al turno successivo la squadra meglio piazzata in campionato.
| Virtus Matino | 0-2 | Novoli | Matino, 21 aprile 2024 |  |  |  |  |

## Spareggio intergirone
Le squadre vincenti i playoff del proprio girone (o la 1ª classificata nel caso i playoff non vengano disputati perché il distacco tra 1° e 2° è pari o superiore a 8 punti) si sfidano in gara unica su campo neutro. Al termine dei tempi regolamentari, dovesse persistere la parità, verranno disputati due tempi supplementari di 15 minuti ciascuno e, persistendo ancora la parità, si procederà con i tiri di rigore.
La vincitrice sarà promossa in Serie D, la perdente dovrà affrontare gli spareggi nazionali.
|           | Risultato |        | Luogo e data                       |
| --------- | --------- | ------ | ---------------------------------- |
| Bisceglie | 0-4       | Ugento | Francavilla Fontana, 5 maggio 2024 |